# نقاب زورو
نقاب زورو (به انگلیسی: The Mask of Zorro) فیلمی در ژانر شمشیربه‌دستان به کارگردانی مارتین کمبل محصول سال ۱۹۹۸ آمریکا است که از بازیگران اصلی آن می‌توان به آنتونیو باندراس، آنتونی هاپکینز، کاترین زیتا جونز، استوارت ویلسون، تونی آمندولا، پدرو آرماندریاز جونیور، مائوری چایکین اشاره کرد. فیلم‌نامه این فیلم توسط جان ایسکو، تد الیوت، و تری روسیو بر اساس شخصیتی خیالی به همین نام اثر جانستون مک‌کالی به رشته تحریر درآمده است.
این فیلم در ۱۷ ژوئیه ۱۹۹۸ در ایالات متحده اکران شد و با فروش ۲۵۰ میلیون دلاری با بودجه ۹۵ میلیون دلاری به موفقیت تجاری و انتقادی دست یافت. دنباله این فیلم با نام افسانه زورو به کارگردانی کمبل در سال ۲۰۰۵ منتشر شد، اما نتوانست موفقیت قسمت اول را تکرار کند.

## خلاصه داستان
دیگو دلاوگا یا همان زورو (آنتونی هاپکینز) مشغول مبارزه با فساد و بی عدالتی است. اما در مبارزه با رافائل مونترو شکست می‌خورد. مونترو همسر زورو را می‌کشد و فرزند نوزاد دیگو دلاوگا یعنی النا را باخود می‌برد. بعد از بیست سال دیگو از تبعید در اسپانیا بازمی‌گردد. در این مدت النا (کاترین زیتا جونز) تبدیل به زنی زیبا شده و مونترو کالیفرنیا را به یک منطقه مستقل تبدیل کرده‌است. برای همین دیگو به دنبال نقشه‌ای برای انتقام است تا اینکه دیگو آلخاندرو مریتا (آنتونیو باندراس) را پیدا می‌کند. او که خود در زمان کودکی زورو را الگوی خود می‌دید، تصمیم می‌گیرد که راه زورو را ادامه دهد. زورو مبارزه را به او می‌آموزد و به جای یک نجیب‌زاده راهی خانه مونترو می‌کند.

## بازیگران
- آنتونیو باندراس در نقش آلخاندرو موریتا / زورو:

باندراس برای این نقش ۵ میلیون دلار دستمزد دریافت کرد. شخصیت آلخاندرو موریتا به عنوان برادر خیالی خواکین موریتا در زندگی واقعی متصور شد که شخصیتی مکزیکی یا شیلیایی را ترسیم می‌کرد. باندراس جهت آمادگی برای نقش خود به مدت چهار ماه با تیم شمشیربازی المپیک در اسپانیا تمرین کرد، قبل از اینکه همراه با آنتونی هاپکینز و کاترین زیتا جونز به تمرین بپردازد. این سه نفر در مدت زمان پیش تولید فیلم در مکزیک توسط باب اندرسون آموزش دیدند و به مدت دو ماه روزانه ۱۰ ساعت را صرف صحنه‌های مبارزه فیلم کردند. مارتین کمپبل دربارهٔ اندرسون می‌گوید: «ما او را در صحنه فیلمبرداری باب بدخلق صدا می‌کردیم، او بسیار کمال گرا بود. او به طرز باورنکردنی مبتکر بود و همچنین حاضر نشد با هر یک از بازیگران فیلم مانند یک ستاره رفتار کند. همگی از شدت تمرین شکایت می‌کردند، اما پس از کار کردن با او کسی نیست که من ترجیح دهم به جای او از آن استفاده کنم.» در طول مصاحبه برای فیلم ارباب حلقه‌ها: یاران حلقه، اندرسون از باندراس به عنوان بهترین بازیگر دارای استعداد ذاتی که تا به حال با او همکاری کرده‌است نام برد. پیش از انتخاب باندراس، برای این نقش بنیسیو دل تورو، اندی گارسیا، مارک آنتونی، ژواکیم دی آلمیدا و چایانه در نظر گرفته شده بودند.
- آنتونی هاپکینز در نقش دون دیگو د لا وگا / زورو:

هاپکینز در دسامبر ۱۹۹۶ و یک ماه قبل از شروع فیلمبرداری به عنوان بازیگر انتخاب شد. او که به خاطر بازی در نقش‌های دراماتیک شناخته می‌شود، به دلیل اشتیاق به بازی در یک فیلم اکشن این نقش را بر عهده گرفت. برای نقش دیگو د لا وگا بازیگرانی چون شان کانری و رائول خولیا که قبل از بازی در این نقش از دنیا رفته بودند نیز در نظر گرفته شدند.
- کاترین زتا جونز در نقش النا مونترو:

زمانی که اسپیلبرگ بازی کاترین را در مینی سریال تایتانیک دید او را به کمپبل توصیه کرد، بنابراین زتا جونز در نوامبر ۱۹۹۶ قرارداد خود را امضا کرد. علیرغم اینکه او یک بازیگر ولزی بود و شخصیتی اسپانیایی را به تصویر می‌کشید، شباهت‌هایی را بین خلق و خوی خود با خصوصیات النا کشف کرد. علاوه بر او ژودیت گودرش، سلما هایک، شکیرا، جنیفر لوپز و ایزابلا اسکروپو که با کمپبل در فیلم گولدن آی همکاری کرده بود برای این نقش تست دادند. زتا جونز از نقاب زورو به عنوان موفقیتی برای ورود خود به ردهٔ آ هنرمندان یاد می‌کند.
- استوارت ویلسون در نقش دون رافائل مونترو:ابتدا آرماند آسانته برای این نقش انتخاب شده بود، اما به دلیل درگیری‌های برنامه‌ریزی با مینی سریال ادیسه از این نقش کناره‌گیری کرد. استوارت ویلسون که کمپبل قبلاً با او در فیلم راه فراری نیست همکاری کرده بود، چهار ماه بعد جایگزین آسانته شد. سم شپارد، لانس هنریکسن، ادوارد جیمز آلموس، اسکات گلن و جانکارلو جانینی نیز برای این نقش در نظر گرفته شده بودند.
- مت لتچر در نقش کاپیتان هریسون لاو
- تونی آمندولا در نقش دون لوئیز
- پدرو آرمنداریس جونیور در نقش دان پدرو
- ویکتور ریورز در نقش خواکین موریتا
- دیگو سیرس در نقش خواکین موریتا جوان
- ویلیام مارکز، در نقش فرای فیلیپه
- ال. کیو. جونز در نقش جک سه انگشتی
- جولیتا روزن در نقش اسپرانزا د لا وگا
- مائوری چایکین در نقش سرپرست زندان
- خوزه ماریا دی تاویرا در نقش کودکی آلخاندرو موریتا
- ماریا و مونیکا فرناندز کروز در نقش کودکی النا مونترو

## تولید

##### توسعه
در اکتبر ۱۹۹۲ استودیوی ترایستار پیکچرز و امبلین انترتینمنت قصد داشتند ساخت فیلمی بر اساس زورو به کارگردانی استیون اسپیلبرگ را در سال بعد آغاز کنند و جوئل گروس را برای بازنویسی فیلمنامه پس از اینکه تحت تأثیر اقتباس او از سه تفنگدار قرار گرفتند استخدام کردند. در آن زمان اسپیلبرگ تهیه کنندگی فیلم زورو را در حالی که پتانسیل کارگردانی نیز داشت بر عهده گرفت. گروس بازنویسی خود را در مارس ۱۹۹۳ به پایان رساند و ترای استار وارد مرحله پیش‌تولید شد و در همان ماه در نمایشگاه تجاری شو وست، تبلیغات اولیه فیلم را انجام داد. تا دسامبر ۱۹۹۳، برانکو لوستیگ به همراه اسپیلبرگ تهیه کنندگی فیلم را برعهده داشت و میکائیل سالومون به عنوان کارگردان به پروژه پیوست. در اوت ۱۹۹۴ شان کانری برای نقش دون دیگو د لا وگا انتخاب شد، در حالی که سالومون اظهار داشت که بقیه بازیگران اصلی اسپانیایی یا لاتین تبار خواهند بود. اولین کسی که برای نقش زورو در نسخه جوانی انتخاب شد، اندی گارسیا بود که به عنوان یک هنرپیشه لاتین شیک در آن زمان شناخته می‌شد. شکیرا خواننده کلمبیایی نیز در ابتدا برای نقش النا در نظر گرفتند، اما به دلیل تجربه محدود بازیگری (علیرغم بازی مشترک در سریال تلویزیونی کلمبیایی El Oasis) و مهارت کم در صحبت به زبان انگلیسی در آن زمان انتخاب نشد.
در نهایت کانری و سالومون هم کنار رفتند تا اینکه در سپتامبر ۱۹۹۵، رابرت رودریگز که به تازگی با فیلم دسپرادو به موفقیت رسیده بود برای کارگردانی فیلم به همراه آنتونیو باندراس که نقش اصلی فیلم دسپرادو نیز بود قرارداد امضا کرد. ترای استار و امبلین از تکنیک‌های فیلم‌برداری کم‌هزینه رودریگز برای فیلم‌های اکشن خود از جمله ال ماریاچی و دسپرادو غافلگیر شده بودند و از برنامه‌های اولیه‌شان با سالومون فاصله گرفتند تا نسخه‌ای با بودجه کلان از زورو بسازند. اسپیلبرگ امیدوار بود رودریگز فیلمبرداری را در ژانویه ۱۹۹۶ برای اکران در کریسمس آغاز کند، اما تاریخ شروع به ژوئیه عقب افتاد و بعد به عید پاک ۱۹۹۷ منتقل شد. رودریگز در ژوئن ۱۹۹۶ به دلیل مشکلاتی که در کنار آمدن با ترای استار در بودجه وجود داشت، از کارگردانی فیلم کناره‌گیری کرد. با این حال موقعیت باندراس برای ایفای نقش اصلی ثابت ماند. مارتین کمبل در اواخر همان ماه قرارداد امضا کرد و شانس کارگردانی فیلم فردا هرگز نمی‌میرد را رد کرد. اتمام نوشتار فیلمنامه توسط جان اسکو، تد الیوت و تری روسیو بر اساس داستانی از الیوت، روسیو و رندال جانسون انجام شد.